# Doris Blind
Pour les articles homonymes, voir Blind.
Doris Blind est une lutteuse libre française née le 11 mars 1976. Elle est la sœur de la lutteuse Emmanuelle Blind.

## Palmarès

### Championnats du monde
- Médaille d'argent en lutte libre dans la catégorie des moins de 65 kg en 1996 à Sofia
- Médaille d'argent en lutte libre dans la catégorie des moins de 65 kg en 1995 à Moscou
- Médaille d'argent en lutte libre dans la catégorie des moins de 65 kg en 1994 à Sofia